# 조식 (1501년)
조식(曺植, 1501년 7월 10일(음력 6월 26일) ~ 1572년 2월 21일(음력 2월 8일)은 조선 전기의 성리학자이고 영남학파의 거두이다.

## 주요 이력
본관은 창녕, 자는 건중(楗仲), 호는 남명(南冥). 어려서부터 학문 연구에 열중하여 천문, 역학, 지리, 그림, 의약, 군사 등에 두루 재주가 뛰어났다. 명종과 선조에게 중앙과 지방의 여러 관직을 제안받았으나 대부분을 거절하였으며 아울러 한번도 벼슬에 나가지 않고 제자를 기르는 데 힘썼다.
조식(曺植)의 자(字)는 건중(楗仲)이며, 경상도 삼가현 사람이다. 한미한 양반 집안에서 태어났으나, 아버지와 숙부가 문과에 급제함으로써 비로소 관료의 자제가 되어 사림파적 성향의 가학을 이었다. 어린 시절부터 30세까지 서울 집을 비롯한 부친의 임지에서 생활하며 세상을 보는 안목을 넓혔고, 후에 명사가 된 인물들과 교제하였다. 조선 중기의 큰 학자로 성장하여 이황과 더불어 당시의 경상좌·우도 혹은 오늘날의 경상남·북도 사림을 각각 영도하는 인물이 되었다. 유일(遺逸)로서 여러 차례 관직이 내려졌으나 한번도 취임하지 않았고, 현실과 실천을 중시하며 비판정신이 투철한 학풍을 수립하였다.
그의 제자들로는 임진왜란 때 의병을 일으킨 곽재우, 정인홍, 김우옹, 정구 등 수백명의 문도를 길러냈으며, 대체로 북인 정파를 형성하였다. 사후 사간원대사간에 추증되었다가 북인 집권 후 1613년(광해군 7년) 의정부영의정에 증직됐다. 시호는 문정(文貞)이다.

## 생애

### 생애 초기

#### 출생과 가계
조식은 1501년 7월 10일(음력 6월 26일) 연산군 7년 경상도 삼가현 토골(현 합천군 삼가면 외토리 토동)에서 승문원 판교 조언형과 인천이씨 충순위(忠順衛) 이국(李菊)의 딸의 3남 5녀 중 둘째 아들로 태어났다. 그와 쌍벽을 이루는 퇴계 이황 역시 같은 해에 태어났다. 그는 어려서부터 학문 연구에 열중하였지만, 과거에는 1,2번 응시하고 이후로 응시하지 않았다.
그의 조상들은 대대로 한성부의 고관이었으나 그의 증조부 생원 조안습(曺安習)의 대에 이르러 경상남도 삼가현 판현에 자리잡아 살았다. 조식은 외가에서 태어나 살다가 아버지의 벼슬살이에 따라 5세 무렵 한성으로 이사했다. 5세 때까지 외가에서 자라던 조식은 아버지가 장원급제하고 벼슬길에 오르자 한성부로 이사해서 아버지 조언형에게서 문자를 배웠다. 9세 때 큰 병을 앓았는데 어머니 인천이씨가 이를 걱정하자 "하늘이 나를 태어나게 함은 반드시 할 일이 있어서일 것이니 요절할 리 없다"하고 도리어 어머니를 위로하였다 한다.

#### 유소년기
소년기에 조식은 이윤경, 이준경 형제, 이항 등과 죽마고우로 자라면서 학업을 닦았다. 아버지 조언형이 단천군수로 발령되자 따라가 단천에서 지내면서 경전자사(經典子史)와 천문, 지리 , 의방, 수학, 궁마, 진법 등 유교 성리학 외에도 다양한 지식과 재능을 익혔고, 특히 자기의 정신력과 집중력, 담력 등을 스스로 시험하려고 두 손에 물그릇을 받쳐들고 밤을 새기도 하였다 한다. 또한 좌구명, 유종원의 문장과 노장학에 심취, 초탈의 경지에 이르렀다.
그는 과거 공부보다도 정통 유학과 제자백가, 노장사상을 두루 접하면서 학문의 폭을 넓혔다. 18세 때 북악산 밑의 장의동으로 이사하여 대곡 성운과 친구가 된 이래 평생을 교류하며 같이하였고, 근처의 청풍계에 숨어살던 성수침 형제와 만나 친구가 된 이래 평생을 종유하였다. 이후 7∼8년 간 서울 근교의 백운대나 탕춘대의 무계동에 있는 절을 찾아 독서에 몰두하면서 때로 과거에 응시하기도 했다.

#### 청년기

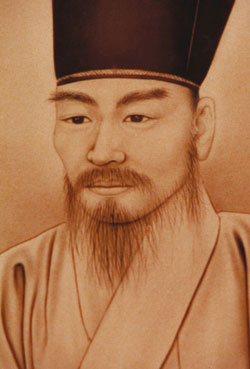
정암 조광조

20대 중반까지는 아버지 조언형의 임지인 의흥(義興)·단천(端川) 등 외지에 살기도 했으나 대개 서울에 살았다. 그 뒤 성수침 형제, 성운, 성혼 등과 교제하며 학문에 힘썼으며, 여러 책을 다독하던 중 1525년 25세 때 〈성리대전〉을 읽은 뒤 크게 깨닫고 성리학에 전념하게 되었다. 그러나 기묘사화에 충격을 받고 관직을 단념하게 된다.
기묘사화가 일어나면서 작은 아버지인 조언경이 조광조 일파로 몰려 죽고 (일설에는 배척되었고), 아버지 조언형도 파직되고 이내 세상을 떠나자 고향으로 내려와버렸다. 그리고는 처가 김해 탄동으로 옮겨 산해정을 짓고 학문에 열중하며 많은 제자를 길러내었다.
1527년 중종 22년 부친 상을 당하여 고향에 내려와 3년간 시묘하였고, 1531년(중종 26년) 생계가 어려워지자 처가인 김해의 탄동으로 찾아가 산해정을 짓고 제자교육에 힘썼다. 그의 학문적 목적은 거경집의(居敬執義)를 신조로 반궁체험(反躬體驗)과 거경실행(居敬實行)하는 데 있었다.
장인인 남평조씨 충순위 조수(曺琇)는 김해 일대의 부자 가문 출신으로, 그는 처가의 도움으로 경제적 안정을 갖게 되어 산해정을 짓고 독서에 힘쓰며 경제적인 안정을 누릴 수 있었다. 1531년 친구이던 이준경과 송인수가 한성부에서 그에게 선물로 ≪심경≫과 ≪대학≫을 보내왔다. 그는 선물받은 ≪심경≫과 ≪대학≫을 읽고 성리학에 침잠하면서 학문 연구와 후학 양성에 몰두했고, 성운·이원·신계성·이희안 등과 더불어 담론, 토론하거나 편지 서신으로 문답을 주고받으면서 의리의 구명과 실천에 힘써 그 학문적 기반을 쌓아나가게 된다.

### 학문, 교육 활동

#### 중년기
30대 후반에 "경상좌도에는 퇴계가 있고 우도에는 남명이 있다"는 찬사를 받았다고 한다.
37세 되던 해 어머니의 권유로 과거에 응시했다가 낙방되자 어머니를 설득, 과거를 포기한 뒤 비로소 처사로서 삶을 영위하며 본격적인 학문 연구와 덕성 수양, 후학 양성에 전념한다. 그는 일생동안 술을 입에 대지 않고 수행을 하듯 늘 근신하였다.
1539년(중종 33년) 38세에 특별히 초빙되어 헌릉참봉에 임명되었지만, 벼슬을 고사하였고, 1544년 관찰사의 면담도 거절하였다. 그해 6월에 유일한 적장자였던 조차산을 병으로 잃었다.
차산은 어려서 뛰어나게 총명하였다. 남명집에 의하면 일찍이 기르는 개가 먹이를 다투어 으르렁대는 것을 보고 탄식하면서, "옛날 진씨(陳氏)의 개는 백 마리가 한 울안에 살았는데 우리 집 개는 그렇지 못하니 실로 마음에 부끄럽구나." 라며 한탄하였다. 또한 산해정에서 글을 읽고 있는데, 하루는 초헌을 타고 길을 지나가는 행차가 있어 매우 거창하였다. 함께 배우던 아이들은 모두 다투어 구경하고 부러워했지만 조차산은 홀로 태연히 글을 읽으며 조용히 말했다. "장부의 할 일이 어찌 거기에 있겠는가?" 그가 이를 기특하게 여겨 사랑하였으나 불행히도 일찍 죽었다.
아들 조차산을 추도하는 시를 지었는데 다음과 같다.
| “ | 집도 없고 아들도 없는 게 중과 비슷하고 / 靡室靡兒僧似我 뿌리도 꼭지도 없는 이내 몸 구름 같도다. / 無根無我如雲 한 평생 보내자니 어쩔 수 없는 일 / 送了一生無可奈 여생을 돌아보니 머리가 흰 눈처럼 어지럽도다. / 餘年回首雪紛紛 | ” |

아들을 잃고 상심에 빠졌던 그는 스스로 시를 지어 위안을 삼았다.

#### 추천과 출사 거부
그의 학식과 명망이 높아지자 회재 이언적은 그를 왕에게 추천하여 헌릉참봉을 내려주었으나 조식은 나아가지 않았다. 또 퇴계 이황의 추천으로 단성현감이 내려졌으나 역시 나아가지 않았다. 이때까지만 해도 퇴계 이황과는 그럭저럭 원만한 관계였으나 후일 퇴계가 고봉 기대승과 리기(理氣)의 사단칠정에 관한 7차 논쟁을 듣고 물뿌리고(灑) 마당쓰는(掃), 쇄소(灑掃)하는 생활 방법도 모르면서 천리(天理)를 논하며 선비를 참칭한다고 비판하면서 선비관에 대한 차이로 이황과 갈등하게 된다.
1538년(중종 33) 경상도관찰사 이언적과 대사간 이림의 천거로 헌릉참봉에 제수되었으나 나아가지 않았고, 또 한번 만나기를 원하는 이언적의 요구도 후일을 기약하며 거절하였다. 이이화의 인물한국사의 표현을 그대로 빌리면 "성운과 같은 도학자들과 교유하고 탁족하면서 지냈다"한다.

#### 관료 사퇴와 낙향
1545년 인종 즉위 후 다시 조정에서 불러 조정에 잠시 다녀갔다. 다만 그는 인종이 오래 살지 못할 것이라 예상하고 슬퍼하며 안타까워했다 한다. 명종 즉위 후 외척이 어린 왕을 등에 업고 전횡하려 한다고 비판하였다. 이후 명종이 여러 번 그를 불렀으나 그때마다 사직상소를 올리고 관직에 나가지 않았다. 1548년 전생서 주부(主簿), 1549년 명종 4년 전생서주부에 특진되었으나 고사하였고, 합천 삼가면 집 근처에 계부당(鷄伏堂; 닭이 알을 품는 집)과 뇌룡사(雷龍舍; 우레와 용의 집. 장자의 '尸居龍見 淵默雷聲'에서 따온 말)를 지어 강학에 전념하였다. 1551년 종부시주부(宗簿寺主簿), 1553년 사도시주부(司導寺主簿)에 임명되었으나 모두 거절했다.
뒤에 인종 때와 선조 때에도 사림들이 대거 등용되었으나 그는 관직에 나아가기를 거부했다. 그 뒤 선무랑에 제수되었다가 1555년 단성 현감, 1556년 종부시주부로 다시 부름을 받았지만, 역시 고사하였다. 단성현감 사직시 올린 상소는 '단성소'라고 불리는 '을묘사직소'라 불린다.
(중략)전하의 정사가 이미 잘못되고 나라의 근본은 이미 망해버렸습니다. 하늘의 뜻은 이미 가버렸고 인심도 떠났습니다. 마치 큰 나무가 백 년 동안이나 벌레가 속을 파먹고 진액도 다 말라버렸는데 회오리바람과 사나운 비가 언제 닥쳐올지 까마득히 알지 못하는 것과 같으니, 이 지경까지 이른 지는 이미 오래되었습니다.(중략) 자전(紫殿)께서 생각이 깊으시다고 해도 깊숙한 궁중의 한 과부일 뿐이고, 전하께서는 나이 어려 선왕의 고아일 뿐입니다. 천가지, 백가지나 되는 천재(天災), 억만 갈래의 인심을 대체 무엇으로 감당하고 무엇으로 수습하시렵니까?(중략)

당시 사회에 대한 문제점을 날카롭게 지적하면서, 조정의 신하들에 대한 준엄한 비판과 함께 왕과 대비에 대한 직선적인 표현으로 조정에 큰 파문을 일으켰으며, 양사에서는 "군주에게 불경을 범했다"며 그에게 벌을 주어야 한다고 했지만, 대부분의 대신이나 사관들은 "초야에 묻힌 선비라 표현이 적절하지 못해서 그렇지, 그 우국충정만은 높이 살 만한 것이다."라는 논리로 적극 변호하여 파문은 가라앉았다. 1559년(명종 14년) 조지서 사지(造紙暑司紙)에 임명되어 부임했었으나, 부임한지 얼마 뒤에 스스로 사직서를 냈다.

#### 지리산 은거
1561년 지리산의 덕천동으로 옮겨 산천재(山天齋)를 짓고, 성리학을 연구하여 독특한 학문의 체계를 이룩하였다. (주역에 '山天 大畜'괘를 따서 이름 지었다. 제자를 크게 키운다는 말이다. '山天'은 하늘을 품은 산을 뜻한다.) 남명은 번잡한 김해를 떠나 지리산 천왕봉 아래 덕산에 자리잡고 산천재를 짓고서 오직 학문과 제자 양성에 전념하였다. 이때 그는 '덕산에 묻혀산다(德山卜巨)'라는 시이 칠언절구는 산천재 네 기둥의 주련에 새겨 있다.
| “ | 春山底處无芳草 / 봄날 어디엔들 방초가 없으리요마는 只愛天王近帝居 / 옥황상제가 사는 곳 가까이 있는 천왕봉만을 사랑했네 白手歸來何物食 / 빈손으로 돌아왔으니 무엇을 먹고 살 것인가 銀河十里喫猶餘 / 흰 물줄기 십리로 뻗었으니 마시고도 남음이 있네. | ” |

그가 출사를 거부하고 은신한 것에 대해 후일 유홍준은 '남명의 이러한 복거와 불출사는 결코 죽림칠현 같은 은일자의 모습도 아니고 공자의 제자 안회와 같은 고고함의 경지도 아니었다. 그는 결코 세상을 외면해버린 은둔자가 아니었다. 그가 세상에 나아가지 않음은 시세가 발이나 씻고 있음이 낫다고 판단되었기 때문이었다.'라고 평하였다. 이후에도 명종이 여러 번 그를 불렀고, 이황과 사림들이 그를 추천했지만 그는 한사코 사양하였다. 이황은 그에게 한성부로 올라올 것을 권고하지만 이것 역시 거절한다.

#### 학문 연구
1567년 5월 명종의 부름을 받고 찾아가 치국의 도리를 건의하고 돌아왔다. 만년에는 두류산에 들어가 학문 연구와 후진 양성에 전념하였다. 여러 차례 조정에서 벼슬을 내렸으나 모두 고사하였다.
그의 학문은 현실 문제를 해결하고, 지식을 알면 바로 행해야 된다는 실천궁행의 뜻을 피력하였다. 실천에 옮기지 않는 학문은 죽은 학문이라는 것이 그의 견해였다. 이러한 현실, 실천에 대한 강조는 후일 북인학파와 남인실학파들이 실천, 실용성을 강조하는 풍토로 이어지게 된다.
그의 제자로 김효원, 동강 김우옹, 한강 정구 등 저명한 학자들과 정인홍 등과 같은 관료학자, 의병장 곽재우가 배출되었다. 일반적으로 낙동강을 경계로 경상우도 지역(오늘날의 경상남도 지역)을 중심으로 학맥을 형성하였다. 그는 이황과 기대승 등과도 서신을 주고받으며 이와 기에 대한 이기 논쟁을 모두 공리공담으로 치부했다. 그의 학맥은 북인에게 계승되었으나, 북인은 1623년 인조반정과 1624년의 이괄의 난 때 모두 숙청당하고 만다. 그런데 그의 제자들 중 김우옹과 한강 정구는 이황의 문하에도 출입하여 수학하였고, 한강 정구의 제자들은 북인과 남인에 모두 진출하여, 그의 학문은 부분적으로 남인을 통해 조선후기까지 계승되었다.
명종말엽에 이량 세력과 윤원형이 몰락했음에도 출사를 거부했고, 이기의 일파도 몰락했으며, 선조 즉위 후에는 심통원 세력까지 제거되었지만 그는 조정에 출사하기를 거부하였다. 선조 즉위 후 이황의 문도들과 이이의 추종세력 간의 이와 기 논쟁이 다시 벌어지자 그는 이 모두 공리공담이라 비판하며, 실천과 궁행에 힘쓸 것을 호소하였다. 이 때문에 그의 제자들 중에는 이황의 문도, 이이의 문도들과 갈등하기도 했다.

### 생애 후반

#### 서신 왕래
그는 아들을 잃은 뒤 자신의 친 외조카 중 이준민을 유독 총애하였다. 아들의 죽음에 상심한 그는 외조카 이준민을 통해 죽은 차산을 떠올리기도 했다 한다. 진주에서 태어난 이준민은 과거 시험에 급제한 후 한성으로 이주했다. 그러나 이준민은 한성과 진주사이를 오가며 그의 집에도 들러 한성부 내에 이런 저런 소식을 전하기도 한다. 그밖에 대곡 성운의 편지를 전하거나, 문하생이자 외손녀사위이기도 한 김우옹의 소식을 전하기도 했다. 그는 이준민에게 옛 병풍에 글을 써주기도 하고, 두 번 과거에 급제 하여 거듭 승지가 되자 직접 축하하였으며, 인편이 어어지지 않아 소식 전할 수 없는 것을 몹씨 안타까워 하기도 했다.
누이 조씨가 죽자 이준민이 어머니의 상을 당하여 지나친 효행으로 병이나자 생질의 병을 걱정하기도 하였다. 그는 한때 오건(吳健)에게 '자수(子修)의 증세가 오래도록 낫지 않고 있다는데, 거리가 워낙 멀다보니 더한지 덜한지 계속 들을 수 없어, 단지 날마다 근심 속에 탄식만 할 따름입니다.'라면서 사적인 서신에서 이를 토로하기도 했다.

#### 관료들의 부패 지적과 최후
1568년 선조가 다시 불렀으나 역시 사양하고 정치의 도리를 논한 상소문 '무진대사'(戊辰對事)를 올렸다. 또한 관료들의 폐단을 지적한 '서리망국론'(胥吏亡國論)은 당시 서리의 폐단을 극렬히 지적한 것으로 유명하였다. 1569년 종친부 전첨(宗親府典籤) 벼슬에 임명되었지만 사퇴했고, 1570년 선조의 소명(召命)에도 응하지 않았다. 저서로는 1604년(선조 37)에 처음 간행된 ≪남명집≫과 ≪남명학기유편 南冥學記類編≫·≪신명사도 神明舍圖≫·≪파한잡기 破閑雜記≫가 있으며, 문학작품으로 '남명가', '권선지로가 勸善指路歌' 등이 전한다.
1571년(선조 5년) 선조가 그에게 특별히 식물(食物)과 전답을 하사하자 그는 이를 받고 사은소(謝恩疏)를 올렸다. 1572년 1월에 경상도 감영(監營)에서 남명에게 병이 있다고 임금에게 아뢰니, 임금은 특별히 전의(典醫)를 파견하였지만, 전의가 도착하기 전에 남명은 세상을 떠났다. 숨을 거두는 순간까지도 경의(敬義)의 중요함을 제자들에게 이야기했고, 경의에 관계된 옛 사람들의 중요한 말을 외웠다. 음력 2월 8일에 몸채에서 자세를 단정히 한 채 조용히 눈을 감았다. 그의 부음 소식이 전해지자 선조는 예관을 보내 치제하였다. 그의 나이는 72세였다. 선조는 그의 죽음을 애도하여 조회를 파하고, 바로 예장을 명하고 부의를 내렸다. 바로 증직으로 통정대부 사간원대사간에 추증되었다.

### 사후
선조 때 증 통정대부 사간원 대사간에 증직되었다가, 광해군 즉위 후 북인이 집권하게 되면서 1615년(광해군 7) 증 대광보국숭록대부 의정부영의정으로 추증되었다. 그해 시호는 문정공(文貞公)이 추증되었다.
동인의 영수였던 김효원은 이황의 문인으로 수학했지만 조식의 문하에도 출입하며 수학하였다. 그의 문인들은 대부분 북인 붕당을 형성했는데 이들은 대북과 소북으로 나뉘었다가 대북 정인홍과 정인홍의 문인 이이첨이 인조 반정 이후 몰락하면서 몰락하게 된다. 그 뒤 윤휴, 허목 등 일부를 통해 남인으로도 학맥이 일부 이어졌다.
1576년 조식의 문도들이 덕천의 산천재 부근에 세운 덕산서원에 배향되었고, 그의 고향인 삼가에도 회현서원을 세워 봉향하였으며 1578년에는 김해의 탄동에 신산서원을 세웠다. 광해군 때 대북세력이 집권하자 조식의 문인들은 스승에 대한 추존사업을 적극적으로 전개해 세 서원 모두 사액을 받았다. 그밖에 진주의 덕천서원, 삼가의 용암서원에 제향되었다.
북인의 몰락으로 그는 조선사회에서 저평가되어오다가 1874년(고종 1년) 흥선대원군 집정 이후부터 이이, 이황, 성혼, 서경덕에 필적하는 성리학자로 인식, 재평가되었다.

## 사상과 신념

### 경상우도의 학파
조식은 16세기 당시 경상좌도의 이황과 나란히 경상우도를 대표하던 유학자로서 양측이 다 우수한 문인 집단을 거느리고 있었으며, 개중에는 두 문하에 모두 출입한 사람들도 있었다. 고려 때에 성리학이 전래된 이래 그것의 도입과 전개를 주도한 학자들이 영남에서 많이 배출되었으므로, 당시 영남의 좌․우도를 대표한 이들은 동시에 조선 유학을 영도하는 위치하는 입장이었다. 특히 경상우도는 김종직, 남곤, 김굉필, 정여창 등 영남 사림파의 대표적 인물들을 많이 배출한 지역으로, 사림파의 실천적 학문 전통 가운데서 성장한 조식은 개인적으로 사림의 인물들과 밀접한 인적 관계로 맺어져 있었으며, 그 집안의 학문적 배경도 사림파에 속했다. 그러한 까닭에 그는 평생 성리학의 이론적 탐구는 중국 송(宋)대의 학자들에 의해 이미 완성되었고, 남은 문제는 오로지 실천이라고 하는 원, 명대로부터 조선 전기로 이어지는 유학의 학문적 입장을 강조하였다.
그러나 제자 정인홍의 회·퇴배척(晦退排斥)과 독주로 인해 남명학파의 한 축이던 정구가 떨어져 나가고 정온(鄭蘊) 등이 분립하는 내부의 분열을 겪은 데다, 인조반정과 이괄의 난 이후 북인이 모두 역으로 몰려 죽임당하면서 정치적으로 몰락, 남명학파는 그 세력이 크게 쇠퇴하여 겨우 진주 등 경상우도 일대로 영향력이 대폭 축소되었다.

### 이황과의 논쟁
난세에는 벼슬을 하지 않아야 한다며 평생 처사로 남았다. 한편 1544년 벼슬길에 나가보라는 이황의 권고도 거절하였다.
이황이 그에게 관직에 나갈 것을 권유하자, 이황 자신도 여러 번 사직하고 사퇴하면서, 자신더러는 관직에 나갈 것을 권고하는 저의가 뭐냐며 추궁하기도 한다. 이황이 주로 순수한 학문적 관심에서 성리학의 이론 공부에 심취했던 반면 남명은 이론 논쟁을 비판하면서 실천 문제에 관심을 집중했으며, 노장 사상 등 이단에 대해서도 포용적이었다. 유학자이자 성리학자였던 그는 조선 시대 내내 다른 유학자들이 도교와 노장 사상을 이단시한 것과 달리 노자와 장자에게도 취할 점이 있다고 본 몇 안 되는 학자 중의 한 사람이었다. 이황은 그에 대해 "오만하여 중용의 도를 기대하기 어렵고, 노장에 물든 병통이 있다"고 비판 했는데, 조식은 이에 선비들이 공부한다는 핑계로 자신의 부모의 고혈을 짜고, 여러 사람들에게 폐를 끼친다고 응수했다. 남명은 "요즘 학자들은 물 뿌리고 청소하는 절차도 모르면서 입으로는 천리(天理, 하늘의 진리)를 담론하며 허명을 훔친다."고 맞대응 하는 등의 신경전을 벌이기도 했다. 그러나 이황의 조식 비판은 후일 정인홍이 조식을 옹호하는 글을 올림으로서 다시한번 재현된다.
| “ | 신(정인홍)이 젊어서 조식을 섬겨 열어주고 이끌어주는 은혜를 중하게 입었으니 그를 섬김에 군사부일체의 의리가 있고, 늦게 성운의 인정을 받아 마음을 열고 허여하여 후배로 보지 않았는데, 의리는 비록 경중이 있으나, 두 분 모두 스승이라 하겠읍니다. 신이 일찍이 故 찬성 이황이 조식을 비방한 것을 보았는데, 하나는 상대에게 오만하고 세상을 경멸한다는 것이고, 또 하나는 높고 뻗뻗한 선비는 중도를 구하기가 어렵다는 것이고, 또 하나는 노장(老莊)을 숭상한다는 것이었습니다. 그리고 성운에 대해서는 청은(淸隱)이라 지목하여 한 조각의 절개를 지키는 사람으로 인식하였습니다. 신이 일찍이 원통하고 분하여 한 번 변론하여 밝히려고 마음먹은 지가 여러 해입니다.(중략) 조식과 성운은 같은 시대에 태어나서 뜻이 같고 도가 같았읍니다. 태산교옥(泰山喬嶽) 같은 기와 정금미옥(精金美玉)과 같은 자질에 학문의 공부를 독실히 하였으니 ...(중략)... 이황은 두 사람과 한 나라에 태어났고 또 같은 도에 살았습니다만 평생에 한 번도 얼굴을 대면한 적이 없었고 또한 자리를 함께 한 적도 없었습니다. 그런데도 한결같이 이토록 심하게 비방하였는데, 신이 시험삼아 그를 위해 변론하겠습니다. 이황은 과거로 출신하여 완전히 나아가지 않고 완전히 물러나지도 않은 채 서성대며 세상을 기롱하면서 스스로 중도라 여겼습니다. 조식과 성운은 일찍부터 과거를 단념하고 산림(山林)에서 빛을 감추었고 도를 지켜 흔들리지 않아 부름을 받아도 나서지 않았읍니다. 그런데 이황이 대번에 괴이한 행실과 노장의 도라고 인식하였으니 너무도 모르는 것입니다. (중략) 더구나 조식과 성운은 비록 세상을 피해 은거하였다고 하지만 선대 조정의 부름을 받아 조정으로 달려가서 한 번 임금을 존중하는 뜻을 폈고, 누차 상소를 올려 정성을 다해 치안과 시무를 발씀드렸는데, 이것이 과연 괴벽의 도리이며 이상한 행실입니까. 그때 나이 이미 70이었습니다. 어찌 벼슬을 그만두어야 할 나이인데 출임하려고 하겠습니까. 수레를 버리고 산으로 돌아가 자신의 행실을 닦고 삶을 마친 것이 과연 중도에 지나치고 괴이한 행실을 한 것이며 세상을 경멸하는 노장의 학문이란 말입니까 신은 의혹스럽습니다. | ” |

후일 조식의 제자와 이황의 제자들은 율곡 이이와 성혼의 제자들과 대립하며 동인을 형성했다. 그러나 이황의 제자와 조식의 제자 간 사상의 차이는 다시 동인을 양분화시키는 원인이 된다. 같은 해에 태어난 두 거유의 상이한 출세관과 학문관은 결국 남인과 북인의 분화로 이어졌고, 당쟁을 격화시키는 중요한 원인이 되었다.

### 실천 강조
조식이 말하는 실천에는 물론 《소학》(小學)과 《가례》(家禮)의 내용을 중심으로 한 성리학적 예의 실천이라는 의미도 있지만, 수기(修己)와 치인(治人)을 유학의 본령으로 생각하는 《대학》(大學)의 학문관으로의 복귀를 주장하는 면이 강하다. 즉 유학자는 고답적인 이론에 매몰되어 현실을 망각해서는 안 된다고 하는 실학적 학문관이다. 이는 성(性)과 천도(天道)에 대해 적극적으로 설명하고자 하지 않았던 공자 이래로 유학의 역사에서 끊임없이 되풀이된 견해이기는 하지만, 특히 조선 후기 실학자들의 학문적 문제의식의 핵심을 이룬 것이었다. 그러므로 조식은 조선 전기 사림파의 실천적 학풍과 조선 후기 실학파의 현실을 중시하는 학풍을 이어주는 사상사적 고리로 간주될 수 있다.
또한 조식은 우리 나라의 유학자들 가운데서 선비정신을 대표하는 존재로 간주되어 왔다. 그것은 그가 사직소를 통해 당대의 정치에 대해 과감한 비판을 행한 데에서 잘 드러나 있지만, 또한 역대의 인물에 대해 그 자신의 독자적인 견해에 따라 비판을 감행한 데서도 두드러진다.

### 실사구시
조식은 또한 우리나라의 유학자들 가운데서 선비정신을 대표하는 존재로 간주되어 왔다. 그것은 그가 사직소를 통해 당대의 정치에 대해 과감한 비판을 행한 데에서 잘 드러나 있지만, 또한 역대의 인물에 대해 그 자신의 독자적인 견해에 따라 비판을 감행한 데서도 두드러진다. 그러므로 성호 이익 같은 이는 그에 대해 “우리나라 기개와 절조의 최고봉(東方氣節之最)”이라는 찬사를 부여하였고, 또한 퇴계학파는 인(仁)을, 남명학파는 의(義)를 중시한 점을 그 특징으로 간주하였다. 이는 대체로 조식 및 남명학파에 대한 공통된 견해라고 할 수 있다.
조식의 역대 인물에 대한 평가는 대부분 출처(出處), 벼슬에 나아갈 때와 나아가지 말아야 할 시기에 대한 명철한 판단 여부가 그 기준을 이루었다. 그는 제자들에 대해서도 “출처는 군자의 큰 절개”라 하여 이를 매우 강조하였다. 그 자신은 한평생 열 차례 이상 조정으로부터 벼슬을 받았지만, 한 번도 취임한 적이 없었다.

### 경의학
척신 정치에 벼슬을 사양하고 초야의 처사로 지냈던 남명은 내면의 수양을 뜻하는 '경'(敬)과 도의 적극적인 표출을 의미하는 '의'(義)를 동시에 추구하는 '경의학'을 학문의 핵심으로 삼았다. 이황이 주로 순수한 학문적 관심에서 성리학의 이론 공부에 심취했던 반면 남명은 이론 논쟁을 비판하면서 실천 문제에 관심을 집중했으며, 노장 사상 등 이단에 대해서도 포용적이었다.
유학자이자 성리학자였던 그는 조선 시대 내내 다른 유학자들이 도교와 노장 사상을 이단시한 것과 달리 노자와 장자에게도 취할 점이 있다고 본 몇안되는 학자 중의 한사람이다.

## 저서와 작품

### 저서
- 《남명집 南冥集》
- 《남명학기》
- 《신명사도 神明舍圖》
- 《파한잡기 破閑雜記》
- 《남명학기유편 南冥學記類編》

### 작품
- 《남명가》
- 《권선지로가 勸善指路歌》

## 가족 관계
- 조부 : 조영(曺永)
- 조모 : 임천 조씨(林川趙氏), 조익(趙益)의 딸
- 아버지 조언형(曺彦亨)
- 어머니 인천 이씨(仁川李氏), 이국(李菊)의 딸
- 본처 : 남평 조씨(南平曺氏), 조수(曺琇)의 딸
  - 아들 : 조차산(曺次山) - 요절
  - 딸 : 만호(萬戶) 김행(金行)에게 출가
- 측실 : 은진 송씨(恩津宋氏) 송린(宋璘)의 딸
  - 서자 : 조차석(曺次石)
    - 손자 : 조진명(曺晉明)

  - 서자 : 조차마(次磨) 
    - 손자 : 조경명(曺敬明)
    - 손자 : 조익명(曺益明)
    - 손자 : 조복명(曺復明)

  - 서자 : 조차정(曺次矴)
    - 손자 : 조준명(曺浚明)
    - 손자 : 조극명(曺克明)

  - 서녀 : 조신도(趙信道)에게 출가

## 기타
외조카 이준민의 사위 조원(趙瑗)이 과거 시험 장원을 하자 그는 특별히 칼자루에 시를 써 선물로 주기도 했다. 그의 문인들은 이황의 문인들과 함께 동인을 형성했으며, 동인이 남북으로 분당될 때는 박승임의 문하생 일부와 그의 문하생들이 북인을 형성하였다. 그의 문인 중 일부는 남인이 되기도 했다.

### 배향
경상남도 산청군 덕천서원에 배향하였다. 처음에는 남명 조식 선생의 위패만 봉안했다가 최 수우당이 사절하자 수우당(守愚堂) 최선생을 종사 했다. 그러다가 10년후 임진왜란이 일어나 병화로 소실되자 중건했으며 광해군 원년 1609년에 사액 되었다. 지금 남아있는 건물은 숭덕사, 경의당, 동무, 시정문, 세심정이 있는데 수년전 국가보조로 담장과 홍전문, 서무, 관리인 막사가 지어졌다.
1617년 생원 하인상 등 유림이 연명으로 상소하여 남명을 문묘(성균관에 있는 공자를 모신 사당)에 종사할 것을 건의했지만, 받아들여지지 않았다. 이 이후로 남명의 문묘종사를 건 의하는 상소를, 경상도 유림이 7회, 충청도 유림이 8회, 전라도 유림이 4회, 성균관과 사학 유생들이 12회, 개성부 유림이 1회, 홍문관에서 1회, 양사(兩司: 사헌부와 사간원의 합칭)에서 1회 했으나, 끝내 문묘에 종사되지 못했다.

### 시
| “ | 외조카에게 보내는 시 수많은 근심에도 눈은 멀지 않아도 만사엔 조금도 관심 없다 百憂明未喪萬事寸無關 생질이 천리 밖 떠난지 열두 성상의 세월이 흘렀구나. 侄一千里星霜十二 궂은 장마에 석달 동안이나 어둡고, 외로운 꿈은 오경에 쓸쓸하구나. 還窮三月晦孤夢五更寒 방장산(方丈山)을 혹 저바리지는 않았는가? 方丈如毋負 소식 전하기는 다시 어렵겠구나. 音書亦復難 | ” |

## 평가

### 우리 교육사에서 가장 성공한 교육자
《조선교육사》를 쓴 이만규 선생은 조식 선생을 우리나라 교육사에서 가장 성공한 교육자라고 하였다.

### 한국의 대표적 사상가 10인
동양철학 학계에서 2002년에 조식 선생을 한국의 대표적 사상가 10인의 범주에 포함시켰다.

### 경상남도의 정체성
경상남도가 2018년에 남명 조식선생의 선비정신 재조명을 통해 경남의 정체성을 확립해 시대정신으로 확산해 나가기로 했다.

### 문화체육관광부 선정 지역민속축제
산청군청에서는 조선시대 실천유학의 대가인 남명 조식선생의 삶과 정신을 기리기 위해서 문화체육관광부 선정 지역민속축제인 남명선비문화축제를 매년 개최한다.

### 영원한 스승
노론의 영수 송시열은 당대뿐만 아니라 우리나라 최대의 비지문 찬술자였는데, 특별한 공력을 모아서 《남명신도비문》을 찬술하였다. 조식의 성리학자로서 위상은 성리학자로 최고의 위상이라 할 수 있는 '조선 도학의 6군자'의 반열과 차이가 없으며, 성리학에 있어서는 이황의 위상과 차이가 없음을 이 비문에서 보여주었다. 송시열 본인은 평소 조식을 언급할 때는 이황과 마찬가지로 반드시 선생으로 칭하며 존모의 마음을 표현하였는데, 맹자가 백이와 유하혜를 '영원한 스승'으로 삼던 전례에 관한 주자의 인용을 이 비문의 마지막에 담았다.

### 우리나라 기개와 절조의 최고봉
18세기의 실학자 이익은 저서 《성호사설》에 따로 '남명선생문'이란 항목을 두고 "내 글은 비단을 짜서 한 필을 이루지 못한 것이고, 퇴계의 글은 포목을 짜서 한 필을 이룬 것."이라는 조식 자신의 말을 인용하였다. '남명선생시'라는 항목에서는 "천 석 무게의 종을 보라. 크게 치지 않으면 소리가 없다네. 어떻게 하면 두류산처럼 하늘이 울어도 울지 않을 수 있을거나?"(「제덕산계정주題德山溪亭柱」시)라는 부분을 들며 그에 대해 “우리나라 기개와 절조의 최고봉”이라는 찬사를 부여하며 그의 우뚝 솟은 기개를 높이 평가했고, 또한 퇴계학파는 인(仁)을, 남명학파는 의(義)를 중시한 점을 그 특징으로 간주하였다. 이는 대체로 조식 및 남명학파에 대한 공통된 견해라고 할 수 있다. 조식의 역대 인물에 대한 평가는 대부분 출처, 벼슬에 나아갈 때와 나아가지 말아야 할 시기에 대한 명철한 판단 여부가 그 기준을 이루었다. 그는 제자들에 대해서도 “출처는 군자의 큰 절개”라 하여 이를 매우 강조하였다. 그 자신은 한평생 열 차례 이상 조정으로부터 벼슬을 받았지만, 한 번도 취임한 적이 없었다.

## 같이 보기
| - 남명학파 - 동인 - 성리학 - 격물치지 - 북인 - 대북 - 소북 - 이황 - 김우옹 - 이산해 - 정인홍 - 곽재우 | - 남명학 - 이산해 - 이이첨 - 정인홍 - 김개시 - 이잠 - 이이 - 성혼 - 윤휴 - 허목 - 김덕령 - 김효원 |

## 기타
그의 문인들은 정인홍, 이이첨 등 대부분 북인 붕당을 형성하였으나 제자 정구의 문하생 중 허목 등 일부는 남인으로 전향하여 후일 남인 성리학과 남인 실학파에 영향을 준다.

## 참고 문헌
- 명종실록
- 선조실록
- 국조보감
- 대동야승
- 연려실기술
- 동강집
- 퇴계집
- 남명집

## 관련 서적
- 권인호, 《조선 중기사림파의 사회정치 사상》(한길사, 1995)
- 조평래, 《광해군과 정인홍》
- 신병주, 《조선 최고의 명저들》 (휴머니스트, 2007)
- 노대환, 《조선의 아웃사이더》
- 신병주, 《남명학파와 화담학파 연구》(일지사, 2000)
- 정만조, 선조초 진주 음부옥과 그 파문, 《국민대 한국학논총 22》 (국민대학교, 1999)
- 최석기, 남명집해제(최석기, 경상대 남명학연구소)
- 김윤제, 남명 조식의 학문과 출사관, 《한국사론 24》, 1991)
- 이상필, 16세기 유학사상의 전개와 남명의 학문, 《남명학연구 3》, 1993)
- 금장태, 南冥 曺植의 學記圖와 道學체계, 《조선전기의 유학사상》, 1997)
- 이주건, 〈南冥 曺植과 南冥學派〉, 영남대 민족문화논총 2·3합집 (영남대학교, 1982)
- 최승호, 〈南冥의 反躬體驗과 持敬居義사상의 연구〉, 한국의 철학 11, 1983

## 관련 문화재
- 김해 산해정
- 조식 남명문집 목판 - 경상남도 유형문화재 제164호